# Universidad de Nangarhar
La Universidad de Nangarjar (en pastún: د ننګرهار پوهنتون‎; Dari: دانشگاه ننگرهار) es una institución de educación superior ubicada en la ciudad de Yalalabad, en la provincia de Nangarjar, Afganistán. Es la segunda universidad de Afganistán por tamaño. Cuenta con 13 facultades o escuelas, 15 000 estudiantes y 464 profesores e instructores, aproximadamente.

## Historia
La Universidad de Nangarjar fue fundada en 1963 como una Facultad de medicina. Más tarde se fusionó con otras escuelas  superiores locales para convertirse en una universidad de pleno derecho en 1992. Actualmente cuenta con facultades de Agricultura, ingeniería, Literatura, Economía, Medicina, Teología, Pedagogía, Administración pública y Ciencias políticas y Veterinaria.

## Facultades
Nangarjar consta de 13 facultades: Medicina, Ingeniería, Agricultura, Educación, Lenguas y Literatura, Economía, Sharia, Derecho y Ciencias Políticas, Ciencias Veterinarias, Ciencias, Informática, Periodismo y Administración Pública. 

### Facultad de Lenguas y Literatura
La facultad fue creada en 1984, bajo la administración de Nangarjar de la Universidad. En ese momento, sólo el departamento de Pashto estaba disponible, con seis profesores, designados por la Facultad de Pashto la Lengua y la Literatura. Más tarde, el Departamento ruso fue establecido, pero después de un corto período de tiempo, debido a la falta de estudiantes en el departamento, estaba cerrado.
- El Departamento de árabe fue creado en 1993. A partir de 1992, hubo cambios en el plan de estudios de la Pashto Departamento, tales como la adición de inglés Islámicos y de los temas en lugar de Idioma ruso, Académico de la sociología y de la economía Política, además de Pashto y los Departamentos de inglés.
- El Dari Departamento fue creado en el año 2003.
- El Hindi Departamento fue establecido en el 2006.
- El Departamento alemán fue establecido en el año 2014.
- El programa de máster en Idioma Pashto se lanzó en 2014.

Cuando otros departamentos, tales como el árabe, el inglés, el Dari y el Hindi departamento se han agregado a la facultad de la facultad nombre fue cambiado por el de Facultad de Pashto y Literatura por el de Facultad de Lenguas y Literatura. En 2015, la facultad tenía 1 494, los estudiantes que estudian en los seis departamentos, 1403 son masculinos y 91 son mujeres estudiantes. Hay 54 permanente profesional de los profesores.

## Alumnos destacados
- Mohammad Amin Fatemi - graduado en 1977
- El dr. Mohammad Hussain Yar - graduado en 1973 - (1942-2012) - doctor en medicina y profesor de anatomía - Nanagarhar Facultad de medicina
- El dr. Ahmad Siar Ahmadi - doctor en medicina, profesor de pediatría - Facultad de medicina de Nangarjar
- El dr. Mohammad Tahir Khan - la Salud y el bienestar de la Coordinadora de - Toronto - Canadá
- Dagarwal Dr. Muhammed Kabir Sadiqi - doctor en medicina, Jefe de Medicina de Kandahar Aire hospital de Campo de 1982 a 1985, el Aeródromo de Bagram Hospital de 1985-1990 y el Aeropuerto Internacional de Kabul Hospital desde 1990 hasta el 12 de agosto de 1992. Murió durante la guerra civil el 12 de agosto de 1992.
- Fahim Rahimi - graduado en 2011 - el Profesor de inglés de la Facultad de Lenguas y Literatura, Fulbright FLTA 2013-14 la Universidad Estatal de Fayetteville, Carolina del Norte, estados UNIDOS.
- Humayoon Gardiwal - graduado 2003 - Maestría en Ciencias en Salud Pública de la Universidad de Indonesia, el Desarrollo de Liderazgo para el Consultor de Salud, Ministerio de Salud Pública.
- Khalid Sulayman - graduado en 2009 - Maestría en árabe